# Centeterus confector
Centeterus confector là một loài tò vò trong họ Ichneumonidae.